# NGC 2654
NGC 2655 är en stavgalax i stjärnbilden Stora björnen. Den upptäcktes år 1882 av Ernst Wilhelm Leberecht Tempel.